# 小约翰·肯尼迪
小约翰·费兹杰拉德·肯尼迪（John Fitzgerald Kennedy Jr. ，1960年11月25日—1999年7月16日），一般通稱小甘迺迪，美國律師及《喬治》雜誌創辦人，為美國前總統約翰·甘迺迪之子。

## 生平
1960年，甘迺迪生於首都華盛頓喬治城大學附屬醫院。他的父親約翰·甘迺迪是美國麻薩諸塞州的參議員。
1999年7月16日，小約翰·甘迺迪駕駛的派珀PA-32R飛機於大西洋墜機，該墜機事件導致小約翰·甘迺迪、其妻卡羅琳·貝塞特及卡羅琳的姐姐勞倫·貝塞特皆不幸罹難。